# Intensivtransportwagen
Ein Intensivtransportwagen (ITW, auch Mobile Intensive Care Unit MICU) ist ein Fahrzeug des Rettungsdienstes, welches speziell ausgestattet ist, um intensivpflichtige Patienten zwischen Intensivstationen von Krankenhaus zu Krankenhaus zu transportieren (Interhospitaltransfer).

## Fahrzeuge
Als Fahrzeuge sollten mindestens Rettungswagen eingesetzt werden, häufig finden jedoch größere Fahrzeuge als die im Rettungsdienst / Notarztdienst eingesetzten Fahrzeuge Verwendung. So können längere oder LKW-Fahrgestelle als Basis für einen ITW dienen. Diese werden von Aufbauherstellern den Anforderungen entsprechend unter anderem mit Sitzen für medizinisches Personal, Schränken für medizinisches Material, Verankerungen für eine Trage und Halterungen für medizinische Geräte ausgestattet.
In einigen Gegenden wird mit Fahrzeugen experimentiert, die unmittelbar mit dem Krankenhausbett beladen werden können. Man erhofft sich so, die für den Patienten belastenden Umlagerungsvorgänge zu ersparen. Allerdings ist in normalen Fahrzeugen das Platzangebot durch das sehr breite Krankenbett deutlich eingeschränkt, so dass die Versorgung des Patienten im Fahrzeug erschwert ist.

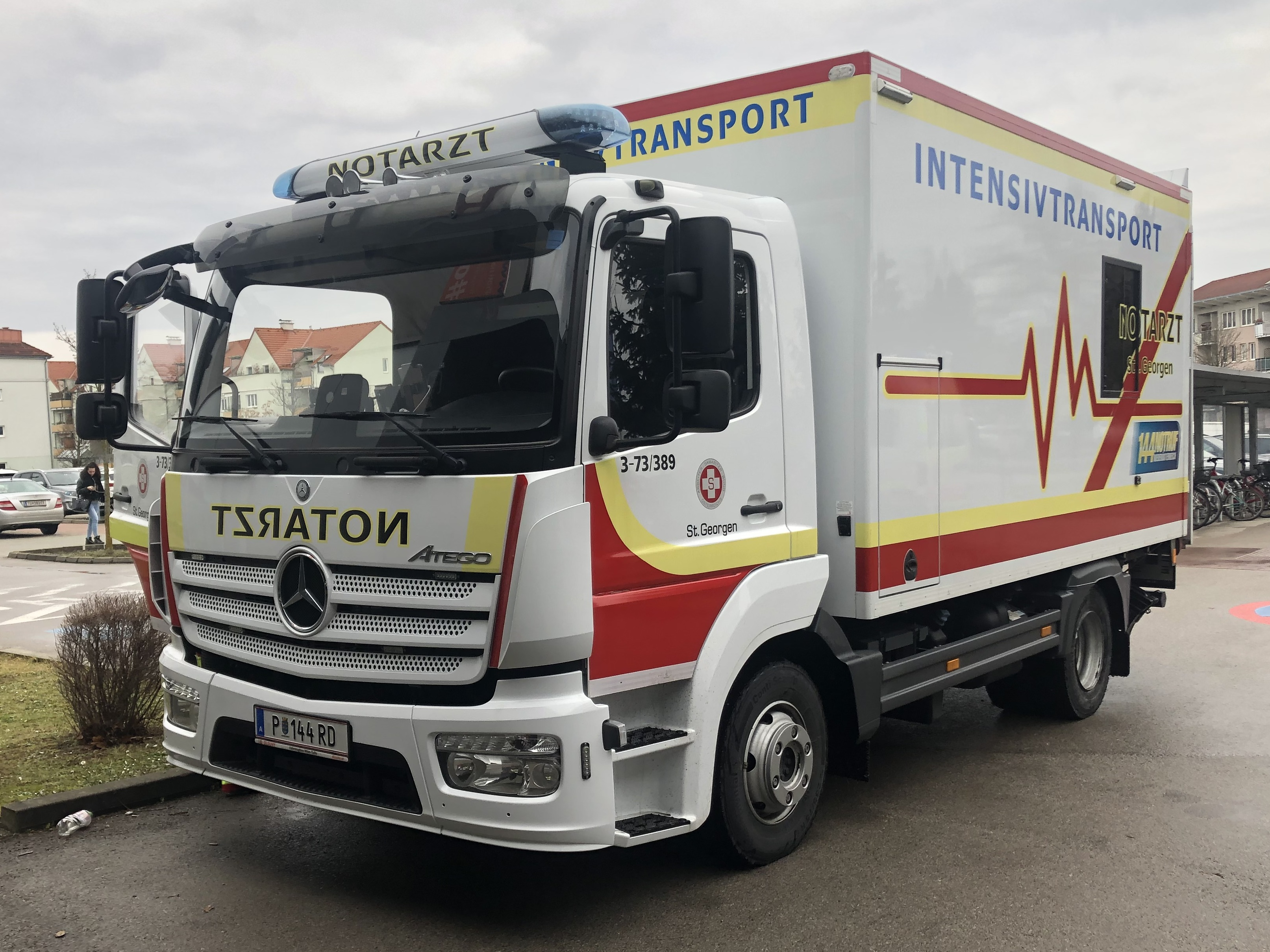
Der Bettenintensivtransportwagen des Arbeiter-Samariterbundes St. Georgen

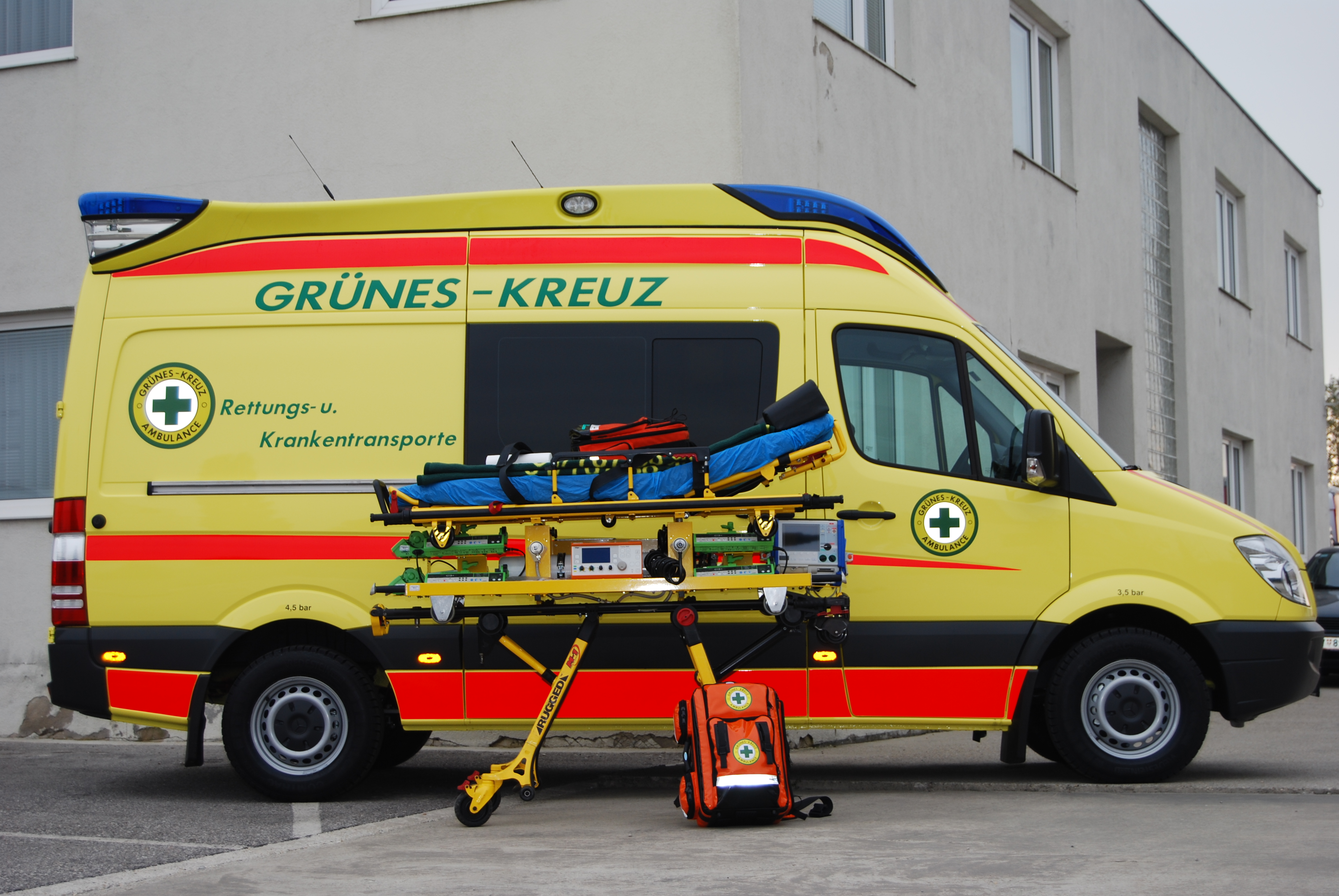
Ein Intensivtransporter des österreichischen Grünen Kreuzes

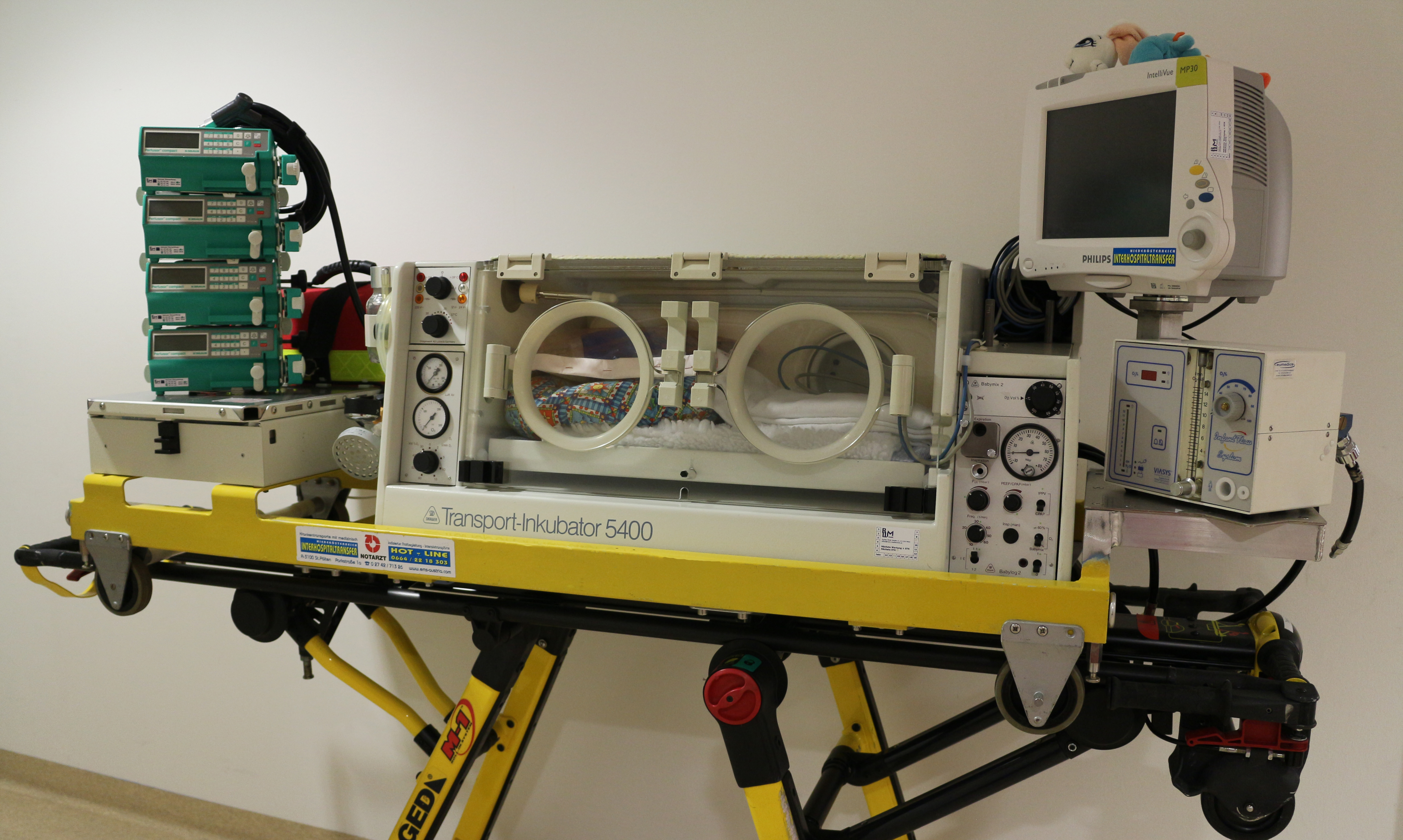
Inkubator des Interhospitaltransfer Niederösterreich – Rotes Kreuz Tulln

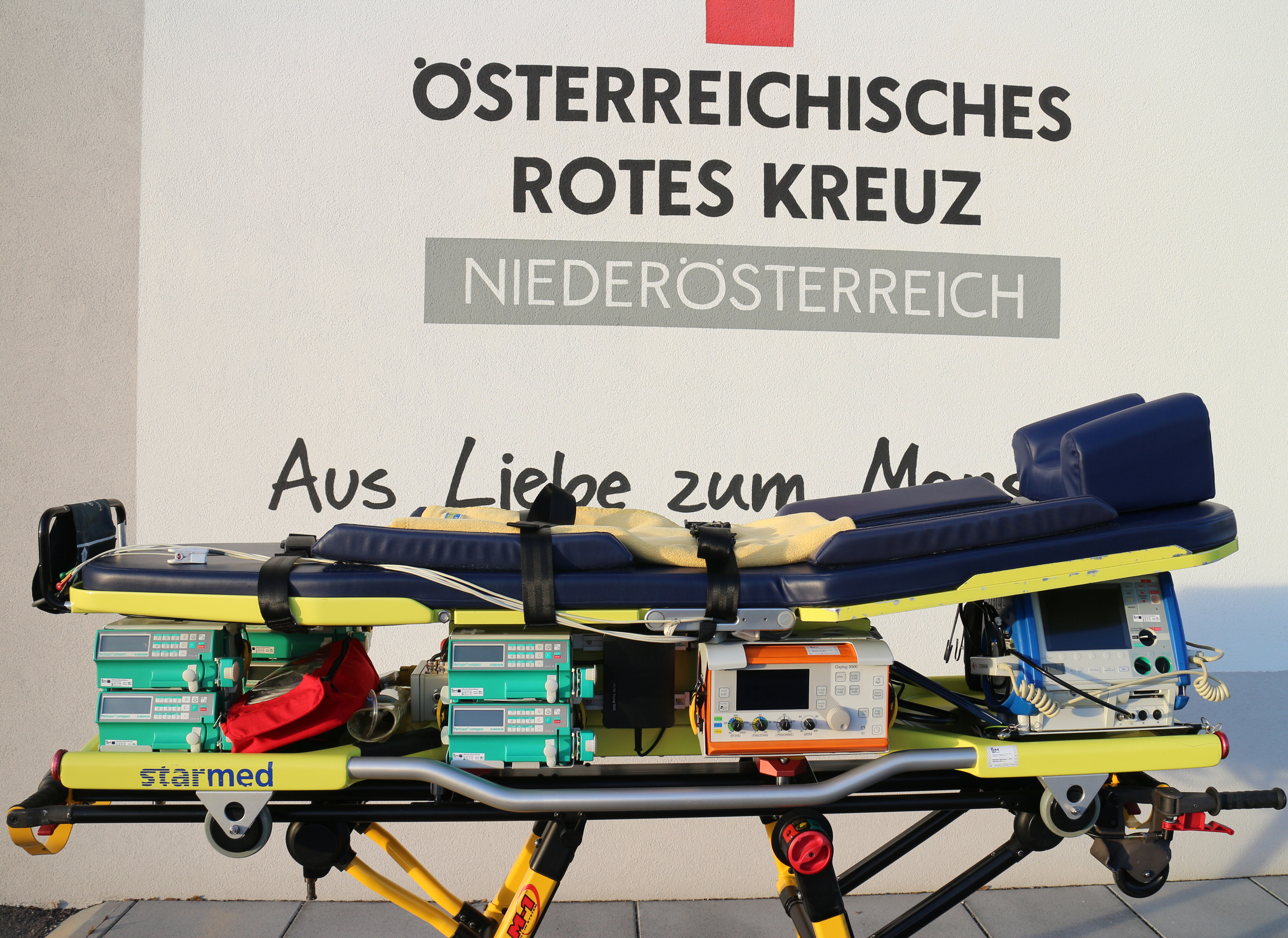
Tragensystem des Interhospitaltransfer Niederösterreich – Rotes Kreuz Tulln

## Geschichte
Die Geschichte des Intensivtransports lässt sich zeitlich nicht genau eingrenzen. Jedoch gibt es Fallbeschreibungen die in die Gründungszeit des SAR (Search and Rescue) Dienstes der Bundeswehr reichen, welcher wenn auch selten im Rahmen der sogenannten „dringenden Nothilfe“ den medizinisch indizierten Transport von Zivilpersonen geregelt hat. Auch die Etablierung der Luftrettung ist eng mit der Entwicklung des „arztbegleiteten Sekundärtransportes“ verbunden. Im Juni 1974 konnte dank der Unterstützung durch die Björn-Steiger-Stiftung der erste Baby-Notarztwagen seinen Dienst aufnehmen. Dies muss in diesem Zusammenhang erwähnt werden, da hier von Anfang an für diese selektierte Patientengruppe sowohl speziell qualifiziertes Personal, als auch spezielle Fahrzeugausbauten zum Einsatz kamen. Noch in den 80er Jahren wurden Intensivpatienten, soweit sie bezüglich der bestehenden logistischen Systeme überhaupt transportfähig waren, mittels genormter Standardrettungsmittel wie Rettungswagen beziehungsweise Notarztwagen oder Ambulanzhubschrauber unter intensivmedizinisch teils bedenklichen Umständen verlegt. Dies hat sich in den vergangenen Jahren nicht zuletzt dank einer innovativen Medizin- und Fahrzeugtechnologie zum Positiven geändert. Eine weitere Patientenzielgruppe waren Herzpatienten, weshalb frühe Intensivtransportwagen häufig auch als sogenanntes Cardiomobile bezeichnet wurden. 1987 begann der Arbeiter-Samariter-Bund als Erster mit dem Interhospitaltransfer von Intensivpatienten. Er entwickelte aus einem Großraumbus ein sogenanntes Intensivmobil. Darüber hinaus wurde mit nahezu allen im Rettungsdienst üblichen Fahrgestellen (auch KTW MB hoch/lang) experimentiert. Letztere wurden aber sehr schnell wieder verlassen.

## Ausrüstung

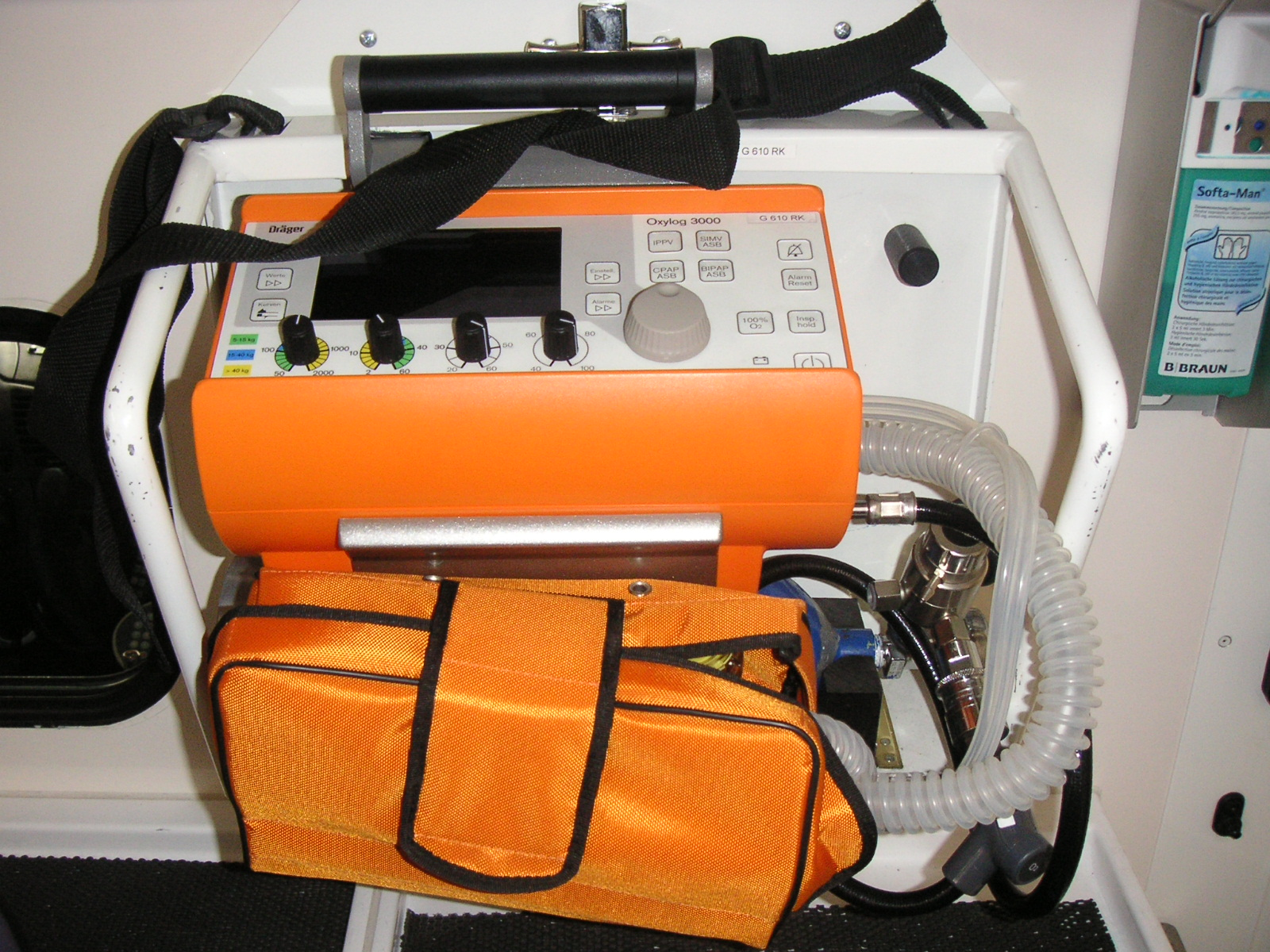
Oxylog 3000 Notfallrespirator mit IPPV-, SIMV-, (Masken-)CPAP-, BIPAP-Beatmung

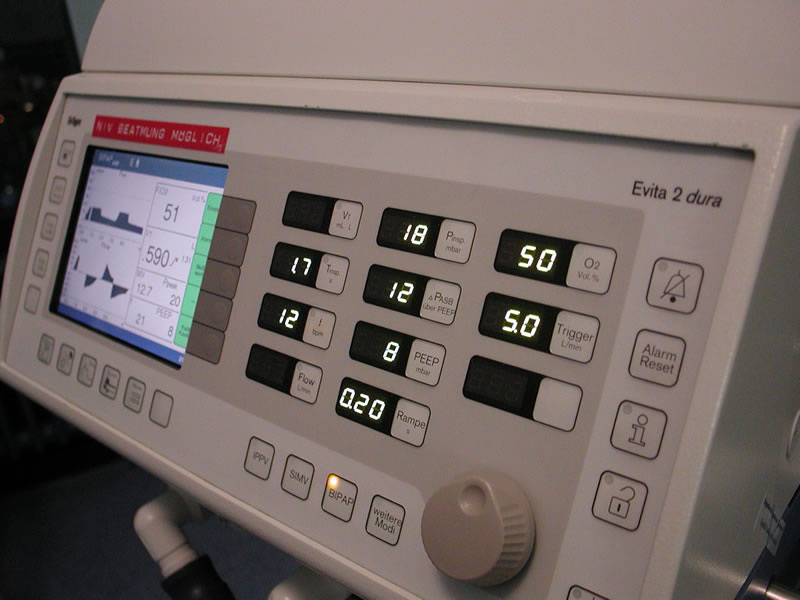
Intensivrespirator Dräger Evita 2 dura

Der größere Innenraum bietet mehr Arbeitsraum für die Besatzung und ermöglicht es, die zahlreichen zusätzlich mitgeführten intensivmedizinischen Geräte, die das Fahrzeug zu einer rollenden Intensivstation machen, unterzubringen.
Dabei ist das Intensiv-Beatmungsgerät besonders zu erwähnen, das differenzierte Beatmungsmuster ermöglicht. Zum Einsatz kommen dabei Beatmungsgeräte, wie sie auch auf Intensivstationen eingesetzt werden. Bei Bedarf können sie über einen Akkusatz betrieben werden und so Bett-zu-Bett-Verlegungen mit kontinuierlichem Einsatz ermöglichen. Dazu verfügen die Geräte über mobile Druckluft- und Sauerstoffflaschen. Auch moderne Transportrespiratoren kommen zum Einsatz, sind aber nicht für alle Patienten geeignet. Die im Rettungsdienst üblicherweise eingesetzten Notfallrespiratoren dienen im Intensivtransport lediglich als Back-Up-System. Im Fahrzeug kann das Beatmungsgerät über einen 230-V-Generator, der auf die Motorwelle geschaltet wird, oder mit Hilfe eines Spannungswandlers über das Stromnetz betrieben werden. Druckluft kann von modernen ITW über eine sogenannte Air-Pump, einen Verdichter, bei Bedarf selbst erzeugt und in einem Drucklufttank im Fahrzeug gespeichert werden.
Zusätzlich verfügt ein ITW über einen Monitor zur Überwachung der Herzfrequenz mit einem Drei-(oder Zwölf-)Kanal-EKG, der Sauerstoffsättigung des Blutes über ein Pulsoxymeter, Möglichkeiten der nicht-invasiven (NIBP) und invasiven Blutdruckmessung sowie zur Messung des ZVD. Auch die Möglichkeit zur Kapnometrie und Blutgasanalyse (BGA) besteht, womit die Effektivität der Beatmung kontrolliert wird. Teilweise werden auch NO-Vernebler und sogenannte Burn-Packs für Schwerstbrandverletzte vorgehalten.
Ansonsten wird die typische Ausstattung eines NAW, teils in größeren Mengen oder mit zusätzlichen Alternativprodukten, vorgehalten: Das Fahrzeug verfügt damit zusätzlich zum Intensivrespirator über ein Notfallbeatmungsgerät, Zwölf-Kanal-EKG mit integriertem, wahlweise manuellen oder halb-automatischen Defibrillator mit Schrittmacheroption, zahlreiche Spritzenpumpen, Schaufeltrage, Vakuummatratze usw. Selbstverständlich sind auch Notfallkoffer an Bord. Die Ausrüstung ist sowohl für Erwachsene als auch für Kinder ausgelegt. Auf Rettungswachen bzw. in Kliniken stehen zusätzlich Transportinkubatoren bereit, die zur Verlegung schwerkranker Neugeborener genutzt werden können.
Außerdem ist es bei diesen Fahrzeugen möglich, spezielle intensivmedizinische Geräte während des Transportes weiter zu betreiben, um eine optimale Versorgung des Patienten zu gewährleisten. Dies wären beispielsweise eine intraaortale Ballonpumpe (IABP) oder eine extrakorporale Membranoxygenierung (ECMO). Für den Transport solcher Geräte sind Intensivtransportwagen in der Regel mit einem Airliner-Profil zur Fixierung der Medizintechnik und mit einer 230-V-Stromversorgung ausgestattet.

## Personal
Die Besatzung besteht aus einem erfahrenen Intensivmediziner mit zusätzlichen Kenntnissen der Notfallmedizin (meist Anästhesisten), außerdem einem Rettungsassistenten mit entsprechender Zusatzqualifikation (nur in Deutschland) oder einem Notfallsanitäter. Dabei ist zu beachten, dass die Begriffe Notfallsanitäter in Deutschland und Österreich nicht identisch verwendet werden. Viele Organisationen beschäftigen im Intensivtransport Mitarbeiter, die zusätzlich auch Fachgesundheits- und Krankenpfleger sind. Vereinzelt werden Intensivtransporte auch von Kardiotechnikern begleitet. Als „Fahrer“ kommt ein weiteres Mitglied des Rettungsfachpersonals zum Einsatz. Die ITW werden oft von Hilfsorganisationen betrieben. Diese stellen häufig auch das nicht-ärztliche medizinische Personal. Die Ärzte werden meist von großen Krankenhäusern, Universitätskliniken oder akademischen Lehrkrankenhäusern gestellt.

## Einsätze
ITW werden hauptsächlich zur Verlegung zwischen Krankenhäusern herangezogen. Dabei gibt es zeitkritische Notfallverlegungen und geplante Sekundärverlegungen. Ein ITW kann bei kurzen Distanzen zum Einsatz kommen, wenn sich der Einsatz eines Intensivtransporthubschrauber nicht lohnt, sowie auf langen Distanzen wenn die adäquate Versorgung des Patienten während des Fluges nicht sichergestellt werden kann oder der Hubschrauber aufgrund von Licht- beziehungsweise Wetterbedingungen nicht fliegen kann.
Aufgrund seiner Ausrüstung und der Qualifikation der Besatzung kann der ITW auch als Notarztwagen eingesetzt werden. Wegen der im Vergleich zum regulären Notarztdienst meist längeren Vorlaufzeiten wird diese Option jedoch seltener genutzt. Viele ITW-Systeme sind abhängig von der Gesetzgebung durch die Bundesländer (Rettungsdienstgesetze) Bestandteil des Rettungsdienstes. Sie führen daher auch BOS-Funk mit sich.

## Kosten
Die Kosten für den Einsatz eines ITW tragen in der Regel die Krankenkassen. In einigen Bundesländern ist die Aufnahme des Intensivtransportwagens in das Rettungsdienstgesetz beantragt. In Bayern werden dem Betreiber des ITW die Betriebskosten über den Rettungszweckverband Bayern erstattet. Unter Umständen kann eine Rückverlegung aus dem Ausland, bei nicht medizinischer Notwendigkeit, dem Patienten in Rechnung gestellt werden.

## Standorte
| Stadt              | Land | Betreiber                                                    | Funkrufname                                                            | Bemerkung |
| ------------------ | ---- | ------------------------------------------------------------ | ---------------------------------------------------------------------- | --- |
| Aachen             | NW   | Städteregion Aachen                                          | Rettung Städteregion Aachen 01 ITW 01                                  | Besetzung durch DRK im Auftrag der Städteregion Aachen |
| Aachen             | NW   | Krankentransporte P. Driessen                                |                                                                        | Privates Unternehmen, welches den ITW in Eigenleistung betreibt. Funkrufname unbekannt. |
| Augsburg           | BY   | Bayerisches Rotes Kreuz                                      | Rotkreuz Schwaben 70/20                                                | Spitzname Karlchen |
| Bad Oeynhausen     | NW   | Freiwillige Feuerwehr                                        | Florian Oeynhausen 00 ITW 01                                           | Wird auch als Schwerlast-RTW sowie KTW eingesetzt |
| Berlin             | BE   | Arbeiter-Samariter-Bund                                      | Sama Berlin ITW 6407                                                   | |
| Berlin             | BE   | Johanniter-Unfall-Hilfe                                      | Akkon Berlin ITW 1607                                                  | |
| Berlin             | BE   | Malteser Hilfsdienst                                         | Johannes Berlin ITW 3307                                               | |
| Berlin             | BE   | Deutsches Rotes Kreuz                                        | Rotkreuz Berlin ITW 3407                                               | |
| Berlin             | BE   | Berufsfeuerwehr                                              | Rettung Berlin ITW 1707                                                | zeitweiser Betrieb durch das Bundeswehrkrankenhaus Berlin |
| Berlin             | BE   | Berufsfeuerwehr                                              | Bettentransportwagen                                                   | Niederflurhubwagen mit volldesinfizierbarer Auskleidung, fremdes Krankenhausbett erforderlich; kaum eigene medizinische Ausstattung; Infektionstransporte, überschwere Patienten, Intensivtransporte mit Fremdausstattung |
| Bremen             | HB   | Berufsfeuerwehr                                              | Florian Bremen 01/81/01                                                | |
| Cambs bei Schwerin | MV   | Deutsches Rotes Kreuz                                        | Rotkreuz Parchim 45 14-80-01                                           | |
| Chemnitz           | SN   | Arbeiter-Samariter-Bund                                      | Sama Chemnitz 1/83/2                                                   | Dual-Use a |
| Darmstadt          | HE   | Arbeiter-Samariter-Bund / Deutsches Rotes Kreuz              | Rotkreuz Darmstadt 57-87-01                                            | Kooperation DRK und ASB |
| Dresden            | SN   | Malteser Hilfsdienst                                         | Johannes Dresden-Altstadt 81/20                                        | |
| Dortmund           | NW   | Berufsfeuerwehr                                              | Florian Dortmund 02 ITW 01                                             | |
| Dortmund           | NW   | Berufsfeuerwehr                                              | Florian Dortmund 04 ITW 01                                             | |
| Düsseldorf         | NW   | Deutsches Rotes Kreuz                                        | Rotkreuz Düsseldorf 22-ITW-02 bis -08                                  | Fahrzeuge werden auch überregional im Rheinland eingesetzt. |
| Eging am See       | BY   | IMS-Rettungsdienst                                           |                                                                        | |
| Ennepe-Ruhr-Kreis  | NW   | MedCareProfessional Rettungsdienst GmbH                      | Rettung MedCare 20 ITW x                                               | MedcareProfessional besitzt 5 ITW. Diese sind in Hattingen stationiert. |
| Erlangen           | BY   | Bayerisches Rotes Kreuz                                      | Rotkreuz Erlangen 09/70/20                                             | |
| Erlangen           | BY   | Bayerisches Rotes Kreuz                                      | Rotkreuz Erlangen 09/70/70                                             | Organisationseigenes Reservefahrzeug |
| Essen              | NW   | Berufsfeuerwehr                                              | Florian Essen 01 ITW 01                                                | |
| Essen              | NW   | Johanniter-Unfall-Hilfe                                      | Akkon Essen 22 ITW 01                                                  | |
| Euskirchen         | NW   | Malteser Hilfsdienst                                         | Johannes Euskirchen RTW 01                                             | Fahrzeug wird auch als Spitzenbedarfs-RTW eingesetzt. |
| Frankfurt am Main  | HE   | Johanniter-Unfall-Hilfe                                      | Akkon Frankfurt 03-87-01                                               | |
| Freiburg           | BW   | Deutsches Rotes Kreuz                                        | Rotkreuz Freiburg 01-86-01                                             | |
| Fulda              | HE   | Deutsches Rotes Kreuz                                        | Rotkreuz Fulda 09-87-01                                                | |
| Gelsenkirchen      | NW   | Christophorus Kranken- und Rettungsdienst gGmbH              |                                                                        | Privates Unternehmen, welches den ITW in Eigenleistung betreibt. |
| Gießen             | HE   | Deutsches Rotes Kreuz                                        | Rettung Gießen 05-87-01                                                | |
| Gießen             | HE   | Deutsches Rotes Kreuz                                        | Rettung Gießen 05-87-02                                                | Reserve |
| Göttingen          | NI   | Berufsfeuerwehr                                              | Florian Göttingen 01-83-01                                             | Dual-Use a |
| Göttingen          | NI   | Berufsfeuerwehr                                              | Florian Göttingen 01-83-02                                             | Dual-Use a |
| Göttingen          | NI   | Deutsches Rotes Kreuz                                        | Rotkreuz Göttingen 07-87-01                                            | |
| Hameln             | NI   | Deutsches Rotes Kreuz                                        | Rotkreuz Hameln 16-87-01                                               | Dual-Use a |
| Hamburg            | HH   | Arbeiter-Samariter-Bund                                      | Florian Hamburg 14-ITW A                                               | |
| Hamburg            | HH   | Berufsfeuerwehr                                              | Florian Hamburg 32-BITW                                                | Baby-ITW |
| Hamburg            | HH   | Bundeswehr                                                   | Florian Hamburg 23-ITW A                                               | |
| Hamburg            | HH   | Bundeswehr                                                   | Florian Hamburg 23-ITW B                                               | Reserve |
| Hamburg            | HH   | FALCK                                                        | FA-141 (In Kooperation mit dem Universitätsklinikum Hamburg-Eppendorf) | Dual-Use a |
| Hannover           | NI   | Berufsfeuerwehr                                              | Florian Hannover 05-87-01                                              | |
| Hannover           | NI   | Berufsfeuerwehr                                              | Florian Hannover 05-87-02                                              | Reserve |
| Hannover           | NI   | Johanniter-Unfall-Hilfe                                      | Akkon Niedersachsen 91-87-10                                           | |
| Homburg            | SL   | Deutsches Rotes Kreuz                                        | Rettung Saar 71/83-03, Kurzrufname: 71-33                              | RTW wird im Dual-Use-Verfahren genutzt. Ist speziell ausgestattet. |
| Jena               | TH   | Intensivverlegungsdienst Mitteldeutschland                   | Rettung Thüringen 81-01                                                | |
| Kassel             | HE   | Deutsches Rotes Kreuz                                        | Rotkreuz Kassel 04-87-07                                               | |
| Kiel               | SH   | Berufsfeuerwehr                                              | Rettung Schleswig-Holstein 74-80-01                                    | |
| Koblenz            | RP   | Deutsches Rotes Kreuz / Bundeswehr                           | Rotkreuz Koblenz 3/81-1 bzw. Rettung Koblenz 4/81-1                    | 2 Wochen im Monat vom DRK besetzt, 2 Wochen von der Bw |
| Konstanz           | BW   | RescueMed                                                    | Rettung Konstanz 19-81-01                                              | |
| Köln               | NW   | Berufsfeuerwehr                                              | Florian Köln 10 ITW 06                                                 | |
| Köln               | NW   | Berufsfeuerwehr                                              | Florian Köln 04 SRTW 05                                                | Baugleich zum Florian Köln 10 ITW 06. Dient als Reservefahrzeug. |
| Lübeck             | SH   | Berufsfeuerwehr                                              | Rettung Schleswig-Holstein 78-80-01                                    | |
| Lübeck             | SH   | Berufsfeuerwehr                                              | Rettung Schleswig-Holstein 78-81-01                                    | Baby-ITW |
| Ludwigsburg        | BW   | Arbeiter-Samariter-Bund                                      | Sama Ludwigsburg 05-86-01                                              | |
| Lünen              | NW   | Berufsfeuerwehr                                              | Florian Lünen ITW 01                                                   | |
| Mannheim           | BW   | Arbeiter-Samariter-Bund                                      | Sama Mannheim 08-86-01                                                 | |
| Marburg            | HE   | Deutsches Rotes Kreuz                                        | Rotkreuz Marburg-Biedenkopf 14-87-01                                   | Zwei Fahrzeuge (14-87-02 und -03) als Reserve |
| München            | BY   | Arbeiter-Samariter-Bund                                      | Sama München-Neuperlach 70.20                                          | |
| München            | BY   | Arbeiter-Samariter-Bund                                      | Sama München Großhadern 70.20                                          | Reservefahrzeug für alle sechs öffentlich-rechtlichen ITW in Bayern. |
| Münster            | NW   | Arbeiter-Samariter-Bund                                      | Sama Münster 05 ITW 01                                                 | |
| Neubrandenburg     | MV   | Deutsches Rotes Kreuz                                        | Rotkreuz Neubrandenburg 02-81-01                                       | |
| Nordhausen         | TH   | Intensivverlegungsdienst Mitteldeutschland                   | Rettung Thüringen 81-02                                                | |
| Offenbach a. M.    | HE   | Berufsfeuerwehr                                              | Florian Offenbach 1-87-1                                               | |
| Oldenburg          | NI   | Johanniter-Unfall-Hilfe                                      | Akkon Niedersachsen 91-87-20                                           | |
| Paderborn          | NW   | Berufsfeuerwehr                                              | Florian Paderborn 01 ITW 01                                            | |
| Paderborn          | NW   | Berufsfeuerwehr                                              | Florian Paderborn 01 ITW 02                                            | Multifunktions-RTW. Dient auch als 2. ITW. |
| Regensburg         | BY   | Bayerisches Rotes Kreuz                                      | Rotkreuz Regensburg 70/20                                              | |
| Regensburg         | BY   | Bayerisches Rotes Kreuz                                      | Rotkreuz Regensburg 70/21                                              | |
| Regensburg         | BY   | Bayerisches Rotes Kreuz                                      | Rotkreuz Regensburg 43/70/22                                           | Rückholfahrzeug und Reserve-RTW/ITW. |
| Saarbrücken        | SL   | Berufsfeuerwehr                                              | Rettung Saar 11/83-03, Kurzrufname: 11-33                              | RTW wird im Dual-Use-Verfahren genutzt. Fährt als RTW. |
| Siegen             | NW   | Malteser Hilfsdienst                                         | Johannes Siegen-Wittgenstein 01 ITW 01                                 | |
| Stuttgart          | BW   | Johanniter-Unfall-Hilfe / Malteser Hilfsdienst               | Akkon Stuttgart 06-86-01                                               | |
| Trier              | RP   | Berufsfeuerwehr Trier / Deutsches Rotes Kreuz                | Florian Trier 01/83-xx                                                 | Gemeinsamer Betrieb mit dem DRK Konz |
| Ulm                | BW   | Arbeiter-Samariter-Bund / Deutsches Rotes Kreuz / Bundeswehr | Rettung Ulm 09-86-01                                                   | |
| Warendorf          | NW   | Deutsches Rotes Kreuz                                        | Rotkreuz Warendorf 01 ITW 01                                           | |
| Westerstede        | NI   | Bundeswehr                                                   | Rettung Ammerland 15-87-01                                             | Fahrzeug existiert seit 04.2020 zur Bewältigung der Coronakrise. |
| Wuppertal          | NW   | Kooperation aus JUH, DRK, ASB, MHD                           | Florian Wuppertal 01 ITW 01                                            | |
| Wuppertal          | NW   | Notfallrettung Kiessling                                     | Rettung Wuppertal 01/83/06                                             | Privates Unternehmen, welches den ITW in Eigenleistung betreibt. |
| Würzburg           | BY   | Bayerisches Rotes Kreuz (in Zusammenarbeit mit JUH)          | Rotkreuz Würzburg 70/20                                                | |